# Domagnano
Domagnano är en av San Marinos nio kommuner. Kommunen har en yta om 6,62 kvadratkilometer och hade år 2003 en befolkning på 2 174 invånare.
Kommunen gränsar till Faetano, Borgo Maggiore, Serravalle, samt den italienska kommunen Coriano.

## Administrativ indelning
Borgo Maggiore är indelat i 5 administrativa enheter (curazie):
- Cà Giannino, Fiorina, Piandivello, Spaccio Giannoni, Torraccia